# Lepanthes papyrophylla
Lepanthes papyrophylla är en orkidéart som beskrevs av Heinrich Gustav Reichenbach. Lepanthes papyrophylla ingår i släktet Lepanthes och familjen orkidéer.
Artens utbredningsområde är Ecuador. Inga underarter finns listade i Catalogue of Life.